# Coppa Placci 1966
La Coppa Placci 1966, sedicesima edizione della corsa, si svolse il 29 ottobre 1966 su un percorso di 200,4 km. La vittoria fu appannaggio dell'italiano Felice Gimondi, che completò il percorso in 5h23'49", precedendo i connazionali Aldo Pifferi e Italo Zilioli.

## Ordine d'arrivo (Top 10)
| Pos. | Corridore          | Squadra           | Tempo    |
| ---- | ------------------ | ----------------- | -------- |
| 1    | Felice Gimondi     | Salvarani         | 5h23'49" |
| 2    | Aldo Pifferi       | Vittadello        | s.t.     |
| 3    | Italo Zilioli      | Sanson            | s.t.     |
| 4    | Antonio Albonetti  | Salamini-Luxor TV | s.t.     |
| 5    | Luciano Armani     | Salvarani         | s.t.     |
| 6    | Attilio Benfatto   | Salamini-Luxor TV | s.t.     |
| 7    | Mario Drago        | Mainetti          | s.t.     |
| 8    | Pietro Guerra      | Salamini-Luxor TV | s.t.     |
| 9    | Giancarlo Ferretti | Sanson            | s.t.     |
| 10   | Luigi Zuccotti     | Salamini-Luxor TV | s.t.     |